# منطقة غيانا

منطقة غيانا (بالإنجليزية: Guianas)، والتي يطلق عليها في بعض الأحيان الكلمة المأخوذة من اللغة الإسبانية Las Guayanas، تشير إلى منطقة في شمال شرق أمريكا الجنوبية تشتمل على الأقاليم الثلاثة التالية:
- غويانا الفرنسية، وهي تابعة للإدارة الفرنسية الخارجية
- غيانا، المعروفة باسم غيانا البريطانية من عام 1831 حتى عام 1966، بعد أن دمجت مستعمرة بيربيس ومستعمرة إيسيكويبو ومستعمرة ديميرارا، التي انتزعت من هولندا في عام 1814، في شكل مستعمرة واحدة.
- سورينام ، التي كانت حتى عام 1814 جزءًا من غيانا الهولندية، بالإضافة إلى بيربيس وإيسيكويبو وديميرارا

كما يقول البعض كذلك أن المنطقة تحتوي على ما يلي:
- منطقة غيانا، التي كان يطلق عليها من قبل اسم مقاطعة غيانا، في جنوب شرق فينزويلا (غيانا الإسبانية)
- غيانا البرتغالية (غيانا البرازيلية)، في شمال غرب البرازيل، والتي كانت في الأساس جزءًا من الإمبراطورية البرتغالية

## معلومات تاريخية
قبل وصول المستكشفين الأوروبيين، كان يقطن مناطق غيانا مجموعات متفرقة من هنود الأراواك (Arawak). ترتبط القبائل الأصلية في شمال الأمازون بشكل وثيق للغاية بالقبائل الأصلية في منطقة الكاريبي، ومعظم الأدلة تقترح أن هنود الأراواك قد قاموا بالهجرة من حوض نهر أورينيكو وإسيكويبو في فينزويلا وغيانا إلى الجزر الشمالية، ثم تم إبعادهم بعد ذلك (وفي بعض الأحيان، تم أكلهم) من خلال القبائل التي لها ميول أكثر حربية لهنود الكاريبي، الذين رحلوا من نفس وديان الأنهار تلك بعد عدة قرون من ذلك. على مدار قرون فترة ما قبل كولومبوس، أدى انحسار وزيادة القوة بين مصالح الأراواك والكاريبيين في مختلف أرجاء الكاريبي إلى قدر كبير من الخلط (وبعض هذا الخلط كان إجباريًا من خلال الأسر، وبعضه كان عرضيًا من خلال التواصل). وهذا الخلط العرقي، خصوصًا في المناطق الهامشية في الكاريبي مثل مناطق غيانا، أدت إلى إنتاج ثقافة هجينة مختلطة. فرغم تنافسهم السياسي، وصل الاختلاط العرقي والثقافي بين المجموعتين إلى مستوى كان فيه الخليط بين الكاريبيين والأراواك في غيانا متجانسًا للغاية لدرجة أنه، عندما وصل الأوروبيون، كان لا يمكن للغرباء التمييز بين المجموعتين. خلال فترة التواصل التي تبعت وصول كولومبوس، تم استخدام المصطلح «غيانا» للإشارة إلى كل المناطق بين أورينوكو وريو نيجرو (Rio Negro) والأمازون، وكان ينظر إليه في الكثير من الأحيان على أنه يشير إلى كيان موحد ومعزول، لدرجة أنه كان غالبًا ما يشار إلى هذا الكيان باسم «جزيرة غيانا».
كانت أول مرة رصد فيها كريستوفر كولومبوس ساحل مناطق غيانا في عام 1498، إلا أن الاهتمام الفعلي باستكشاف واستعمار مناطق غيانا، والتي أطلق عليها اسم «الساحل الجامح»، لم يبدأ حتى نهاية القرن السادس عشر. وقد بدأ السير والتر راليه استكشاف مناطق غيانا بشكل جدي في عام 1594. وقد كان يبحث عن مدينة ذهبية عظيمة في منابع نهر كاروني (Caroní). وبعد عام من ذلك، قام باستكشاف ما يطلق عليه الآن اسم غيانا وفينزويلا الشرقية بحثًا عن «مانوا (Manoa)»، المدينة الأسطورية للملك المشهور باسم إلدورادو (El Dorado). وقد وصف السير والتر راليه مدينة إلدورادو على أنها موجودة على بحيرة باريمي (Lake Parime) على نهر أورينوكو في غيانا. وقد تم توثيق قدر كبير من عملياته الاستكشافية في كتبه اكتشافات إمبراطورية غيانا الضخمة والغنية والجميلة (The Discoverie of the Large, Rich, and Bewtiful Empyre of Guiana)، والتي تم نشرها في عام 1596، وكتاب اكتشاف غيانا ويوميات الرحلة الثانية إليها (The Discovery of Guiana, and the Journal of the Second Voyage Thereto) الذي تم نشره في عام 1606.

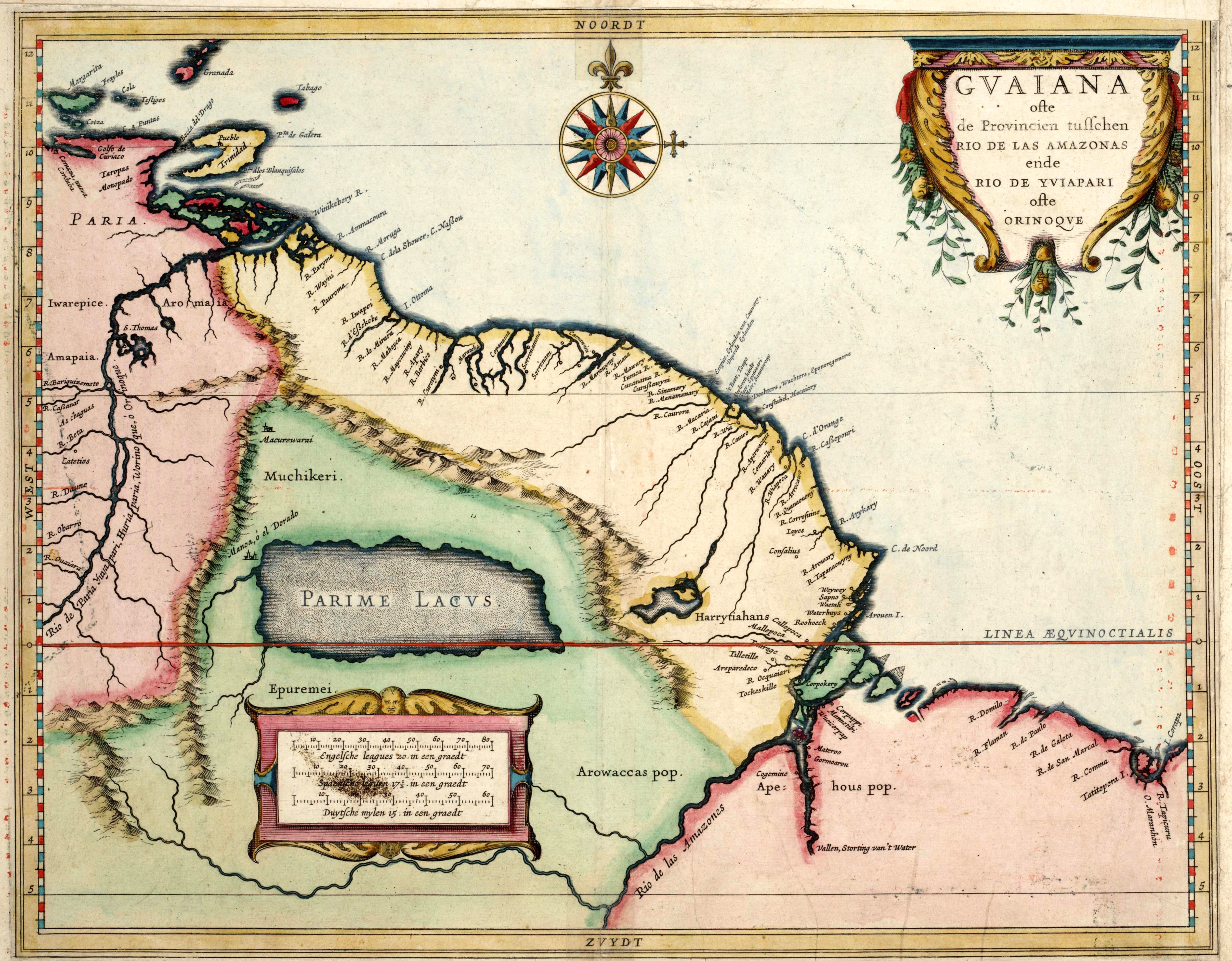
باريمي لاكوس (Parime Lacus) على خريطة لهيسيل جيريتس (Hessel Gerritsz) (1625). مدينة مانوا أو إلدورادو الموجودة على الساحل الغربي للبحيرة

بعد نشر روايات راليه، اهتمت العديد من القوى الأوروبية بمناطق غيانا. وقد انضم الهولنديون إلى استكشاف مناطق غيانا قبل نهاية القرن. وخلال الثمانين عامًا بين 1568، عندما أصبحت هولندا بمثابة حليف غير قوي لمناطق والون (Walloon) وفليميش (Flemish) وعام 1648، عندما تم التوقيع على معاهدة مونستر (Münster) مع الإسبان، كان الهولنديون يمارسون فنًا راقيًا يتركز في حشد الأعراق والانتماءات الدينية في كيان اقتصادي يمكن أن يظهر إلى النور. وعند بدء تكوين إمبراطورية، اهتم الهولنديون بشكل أكبر بالتجارة وإنشاء شبكات وبؤر استيطانية يمكن أن تظهر للحياة بشكل أكبر من اهتمامهم بالحصول على مساحات من الأرض من أجل أن تصبح بمثابة منطقة عازلة ضد الدول المجاورة. ومع وضع هذا الهدف في الاعتبار، أرسل الهولنديون المستكشف جاكوب كورنيليسيز (Jacob Cornelisz) لاستكشاف المنطقة في عام 1597. وقد ذكر كاتبه، أدريان كابيلياو، في يومياته رحلة كورنيليسيز واستكشافه للمجموعات والمناطق الهندية التي يحتمل تكوين شراكات تجارية معها. وخلال القرن السابع عشر، حقق الهولنديون أرباحًا من خلال إنشاء مستعمرات وبؤر استيطانية تجارية في المنطقة وفي جزر الكاريبي المجاورة تحت لواء شركة الهند الغربية الهولندية (Dutch West India Company). والشركة، التي تم تأسيسها في عام 1621 من أجل تحقيق تلك الأغراض، استفادت من استثمارات لرؤوس أموال ضخمة بشكل أكبر من الإنجليز، من خلال المستثمرين الأجانب بشكل رئيسي مثل إيزاك دي بينتو (Isaac de Pinto)، وهو يهودي برتغالي. كما تم استكشاف المنطقة بشكل خاطف على يد أميريجو فيسبوتشي (Amerigo Vespucci) وفاسكو نونيز دي بالبوا (Vasco Nuñez de Balboa)، وفي عام 1608، نظمت دوقية توسكاني (Tuscany) حملة إلى مناطق غيانا، إلا أن تلك الرحلة تم تقصيرها بسبب الوفاة المفاجئة للدوق.
كان المستوطنون الإنجليز والهولنديون يتعرضون للتحرش بصفة دائمة من قبل الإسبان والبرتغاليين، الذين اعتبروا أن الاستيطان في المنطقة يعد بمثابة خرق معاهدة توردسيلاس (Tordesillas). في عام 1613، تم تدمير مراكز التجارة الهولندية على نهر إيسيكويبو وكورانتين (تكتب كذلك Courantyne بالإنجليزية) بشكل كامل على يد القوات الإسبانية. وقد تم إرسال القوات إلى مناطق غيانا من فينزويلا المجاورة في إطار فرضية القضاء على القرصنة ومن خلال دعم ميثاق (cédula) تم تمريره من خلال مجلس جزر الهند الإسباني والملك فيليب الثالث. ومع ذلك، عاد الهولنديون في عام 1615، حيث قاموا بتأسيس مستعمرة في مكان كايين (Cayenne) المعاصرة (والتي تم هجرها فيما بعد والانتقال إلى سورينام)، حيث كانت الأولى على نهر ويابوكو (Wiapoco) (والذي يشتهر الآن باسم أويابوك (Oyapock)) والأخرى على نهر الأمازون العلوي. بحلول عام 1621، كان قد تم إصدار امتياز من قبل أمين الولايات الهندية، إلا أنه قبل عدة سنوات من إصدار الامتياز بشكل رسمي، تم إنشاء حصن ومركز تجاري في كيجكوفيرال (Kijkoveral)، تحت إشراف آيرت جروينويجين (Aert Groenewegen)، عند نقطة التقاء أنهار إيسيكويبو وكويوني (Cuyuni) ومازاروني (Mazaruni). كما نجح المستوطنون الإنجليز كذلك في تأسيس مستعمرة صغيرة في عام 1606 ومستعمرة أكبر بكثير في منطقة سورينام المعاصرة في عام 1650، تحت قيادة المحافظ الباربادوسي السابق فرانسيس (Francis) ويلوجبي، سيد بارهام.
كما حاول الفرنسيون بإجراء العديد من المحاولات الأقل أهمية من أجل الاستعمار، كان أولها في عام 1604، على نهر سيناماري (Sinnamary). وقد انهارت تلك المستعمرة في فصل الصيف، وقد تعرضت المحاولات المبدئية للاستيطان بجوار مدينة كايين المعاصرة، والتي بدأت في عام 1613، إلى انتكاسات مشابهة. ولم يتم تحقيق التوافق بين الأولويات الفرنسية، وهي حيازة الأراضي والتحول إلى الديانة الكاثوليكية، مع صعوبات بناء المستعمرات المبدئية في الساحل الجامح (Wild Coast). حتى في وقت متأخر في العام 1635، منح ملك فرنسا إذنًا للتعامل في كامل غيانا إلى شركة مساهمة من التجار النورمان. وعندما قام هؤلاء التجار بالاستيطان بالقرب من مدينة كايين الحالية، تعرضت تلك المستوطنة للفشل. وبعد ثمانية أعوام، لم يجد فريق التعزيز الذي كان يقوده تشارل بونسيه دي بريتيجني (Charles Poncet de Brétigny) إلا عدد قليل من المستعمرين على قيد الحياة، حيث كانوا يعيشون وسط السكان الأصليين. وفي وقت لاحق من هذا العام، ومن بين إجمالي عدد المستوطنين الأصليين الباقين على قيد الحياة وفريق التعزيز الذي كان يقوده بريتيجني وفريق تعزيز آخر تم إرساله في وقت لاحق من نفس هذا العام، لم يبق على قيد الحياة إلا شخصين فقط عاشوا إلى أن تمكنوا من الوصول إلى المستوطنة الهولندية على نهر بوميرون (Pomeroon) في عام 1645، حيث توسلوا لطلب اللجوء. ورغم تأسيس بعض البؤر الاستيطانية التجارية يمكن اعتبارها بمثابة مستوطنات دائمة في وقت مبكر من عام 1624، لم يتم التقرير بأن «امتلاك» الفرنسيين للأراضي التي تحمل اسم غيانا الفرنسية حاليًا حتى على الأقل عام 1637. وحتى كايين نفسها، وهي أول مستوطنة دائمة لها حجم يشبه حجم المستعمرات الهولندية، كانت تعاني من حالة من عدم الاستقرار حتى عام 1643.
قام الهولنديون بتعيين قائد جديد لمستوطناتهم في غيانا في عام 1742. وفي هذا العام، تولى لاورنس ستورم فانز جرافيساندي (Laurens Storm van ‘s Gravesande) قيادة المنطقة. وقد شغل هذا المنصب على مدار ثلاث حقب، حيث كان يقوم بتنسيق عمليات تطوير وتوسيع المستعمرات الهولندية من موطنه في هولندا في سويستيديجيك (Soestdijk). وقد تحققت خلال فترة حكم جرافيساندي تغييرات ضخمة في المستعمرات، رغم أن سياسته كانت في العديد من الحالات ما هي إلا مجرد امتداد لسياسة سابقة، هرمانوس جيلسكيركي (Hermanus Gelskerke). وقد كان القائد جيلسكيركي يضغط من أجل التغيير من التركيز على التجارة إلى التركيز على الزراعة، خصوصًا زراعة السكر. وكانت المنطقة الموجودة إلى الشرق من مستعمرة إيسيكويبو الحالية، والتي يطلق عليها اسم ديميرارا (Demerara)، معزولة نسبيًا واشتملت على المناطق التجارية الخاصة بعدة قبائل أصلية فقط، وبالتالي، فإنها لم تحتوِ إلا على بؤرتين استيطانيتين تجاريتين أثناء فترة حكم جيلسكيركي. ورغم ذلك، فإن ديميرارا أظهرت قدرات ضخمة كمنطقة لزراعة السكر، وبالتالي فقد نقل القائد التركيز تجاه تطوير المنطقة، مما يدل على نواياه من خلال تحويل المركز الإداري في المستعمرة من فورت كيجكوفيرال (Fort Kijkoveral) إلى جزيرة فلاج (Flag)، على مصب نهر إيسيكويبو، نحو الشرق بشكل أكثر وأقرب من ديميرارا. وقد تم تنفيذ تلك العمليات على يد جرافيساندي، الذي كان يشغل منصب سكرتير الشركة أثناء فترة حكم جيلسكيركي. وعند وفاة جيلسكيركي، تابع جرافيساندي سياسة توسيع ديميرارا والانتقال إلى زراعة السكر.
استمر الصراع بين القوى البريطانية والهولندية والفرنسية خلال القرن السابع عشر. (وقد دعمت معاهدة بريدا السلام بين الإنجليز والهولنديين. وقد سمحت تلك الاتفاقية للهولنديين بالاستمرار في السيطرة على مزارع ومصانع السكر القيمة في ساحل سورينام والتي تم تأمينها من خلال أبراهام كريجنسين (Abraham Crijnssen) في وقت سابق من عام 1667.
وقد تم تحويل كل المستعمرات الموجودة في ساحل غيانا إلى مزارع قيمة للسكر أثناء القرنين السابع عشر والثامن عشر. وقد استمر نشوب الحروب وتوقفها بين القوى الرئيسية الثلاثة في مناطق غيانا (وهي هولندا وفرنسا وبريطانيا) إلى أن تم التوقيع في النهاية على اتفاقية سلام في عام 1814 (اتفاقية لندن)، والتي كانت في صالح البريطانيين بشدة. وبحلول هذا الوقت، كانت فرنسا قد باعت معظم ممتلكاتها في مناطق أمريكا الشمالية من خلال عملية شراء لويزيانا وفقدت كل ما تملكه في منطقة الكاريبي باستثناء غواديلوب (Guadeloupe) ومارتينيك (Martinique) وغيانا الفرنسية. وقد فقد الهولنديون مستعمرات بيربيس وإيسيكويبو وديميرارا، وقد تم توحيد هذه المستعمرات تحت إدارة بريطانية مركزية، وعرفت بعد عام 1831 باسم غيانا البريطانية. واحتفظ الهولنديون بسورينام.
بعد عام 1814، أطلق على مناطق غيانا بشكل فردي أسماء غيانا البريطانية وغيانا الفرنسية وسورينام.